# Demänovská Dolina
Demänovská dolina (allemand : Schlangenthal, hongrois : Deménvölgy) est une commune de Slovaquie comptant environ 280 habitants pour une superficie de 4 785 ha.

## Histoire
Demänovská Dolina a été créé le 1er août 1964 à partir des territoires des communes de Bodice et Demänová (qui fait désormais partie de la ville de Liptovský Mikuláš). Le village tire son nom de la vallée homonyme, dans les Basses Tatras.

## Démographie

### Évolution de la population
| Année:               | 1994. | 2004.   | 2014.    | 2024.    |
| -------------------- | ----- | ------- | -------- | -------- |
| Nombre de personnes: | 191   | 203     | 292      | 369      |
| Différence:          |       | +6,28 % | +43,84 % | +26,36 % |

| Année:               | 2023. | 2024.   |
| -------------------- | ----- | ------- |
| Nombre de personnes: | 361   | 369     |
| Différence:          |       | +2,21 % |

## Tourisme
La commune abrite la plus grande station de sports d'hiver de Slovaquie : Jasná.